# Roxy Hunter y el fantasma misterioso
Roxy Hunter y el fantasma misterioso (en inglés: Roxy Hunter and the Mystery of the Moody Ghost) es una película de Nickelodeon estrenada en 2007.

## Reparto
| Personaje       | Actor             | Doblaje en España         | Doblaje en Latinoamérica |
| --------------- | ----------------- | ------------------------- | ------------------------ |
| Roxy Hunter     | Aria Wallace      | Blanca Hualde             |                          |
| Susan Hunter    | Robin Brule       | Marta García              |                          |
| Max             | Demetrius Joyette | Carlos Bautista           |                          |
| Jon Steadman    | Yannick Bisson    | Alejandro García          |                          |
| Ramma           | Vik Sahay         | Ricardo Escobar           |                          |
| Rebecca         | Stephanie Mills   | Isabel Fernández Avanthay |                          |
| Peter Middleton | R. D. Reid        | Fernando Hernández        |                          |
| Tibers          | Julian Richings   | Miguel Ayones             |                          |
| Seth            | Connor McCauley   | Sara Vivas                |                          |
| Tommy           | Tyler Fyfe        | Carmen Cervantes          |                          |